# Mengue II
Pour les articles homonymes, voir Mengue.
Mengue II est un village de la région du Centre du Cameroun. Il est localisé dans l'arrondissement (commune) de Minta, département de la Haute-Sanaga. On y accède par la piste rurale qui lie Meba à Mbargué et Wall à Mekone I.

## Population et société
En 1963, la population de Mengue II était de 130 habitants. Mengue II comptait 138 habitants lors du dernier recensement de 2005. La population est constituée pour l’essentiel de Bamvele.